# Oracle de Tegira
L'oracle de Tegira va ser un oracle situat al santuari d'Apol·lo Tegireu (grec antic: Ἀπόλλων Τεγυραῖος), a la localitat de Tegira, depenent de la polis d'Orcomen (Beòcia).
El santuari ja funcionava com a oracle en època arcaica, i era situat a un quilòmetre de Tegira i uns cinc quilòmetres d'Orcomen. Plutarc diu que era situat a prop d'uns aiguamolls, al peu d'una muntanya i vora un riu, i que hi havia dues fonts que brollaven darrere el temple, anomenades «de la Palmera» i «de l'Olivera». Sembla que cap al segle iv aC l'oracle havia deixat de funcionar, i en època imperial estava completament abandonat.
L'oracle era dirigit per sacerdots («profetes»), però no es coneix res del procediment oracular. Segons Plutarc, era un oracle molt antic, i en època de les Guerres Mèdiques el sacerdot Equècrates va profetitzar la victòria dels grecs. Segons la tradició local, el déu Apol·lo havia nascut en aquest indret, a la muntanya que anomenaven Delos, al peu de la qual hi havia l'oracle de Tegira: durant la Guerra del Peloponnès, la Pítia de Delfos va profetitzar als habitants de l'illa de Delos (a les Cíclades), que havien estat exiliats de la seva terra, que només recobrarien casa seva si oferien un sacrifici al lloc de naixement del déu Apol·lo; els delis, sorpresos de saber que, com deia la tradició més estesa, el déu no havia nascut a la seva illa, voltaren per Grècia cercant l'indret, fins que el trobaren i recobraren casa seva.